# Mitopoética
Mitopoética (em grego clássico: μυθοποιία; romaniz.: muthopoiía; "criação de mitos") ou mitopoese é um gênero narrativo na literatura e no cinema modernos onde uma mitologia artificial ou ficcional é criada pelo escritor de prosa, poesia ou outras formas literárias. O conceito, que já existia há muito tempo, foi amplamente popularizado por J. R. R. Tolkien na década de 1930. Os autores deste gênero integram temas e arquétipos mitológicos tradicionais na ficção. A mitopoética também é o ato de criar uma mitologia.

## Etimologia
O termo mitopoese vem do grego helenístico muthopoíēsis (μυθοποίησις), que significa 'criação de mitos', uma alternativa é mitopoética, termo vernacular com o mesmo significado. A definição do termo inglês mythopoeia como "uma criação de mito" foi registrada pela primeira vez em 1846. No uso inicial, significava a criação de mitos nos tempos antigos.

## Gênero

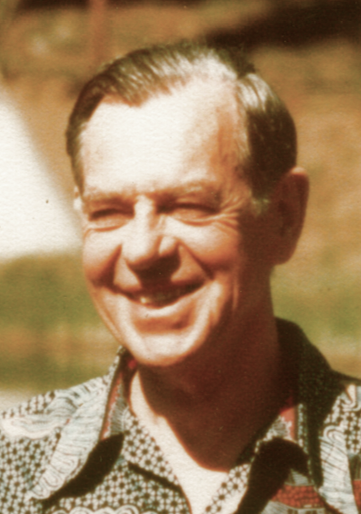
Joseph Campbell escreveu sobre o papel das mitologias criadas no mundo moderno

Embora muitas obras literárias carreguem temas míticos, apenas algumas abordam a densa autorreferencialidade e o propósito da mitopoese. Autores mitopoéticos incluem William Blake, H. P. Lovecraft, Lord Dunsany, J. R. R. Tolkien, C. S. Lewis, Mervyn Peake, e Robert E. Howard. Tolkien adotou como título de um de seus poemas, escrito em 1931 e publicado na Tree and Leaf.
Obras de mitopoética são frequentemente categorizadas como fantasia ou ficção científica, mas preenchem um nicho para a mitologia no mundo moderno, de acordo com Joseph Campbell, um famoso estudante de mitologia mundial. Campbell falou de um mundo nietzschiano que hoje sobreviveu a grande parte da mitologia do passado. Ele afirmava que novos mitos deveriam ser criados, mas acreditava que a cultura atual está mudando muito rapidamente para que a sociedade possa ser completamente descrita por qualquer estrutura mitológica até uma época posterior.
O filósofo Phillip Stambovsky argumenta que a mitopoética proporciona alívio do pavor existencial que acompanha um mundo racional e que pode servir como uma forma de ligar diferentes culturas e sociedades.
A mitopoese é por vezes chamada de mitologia artificial, o que enfatiza que ela não evoluiu naturalmente e é um artifício comparável à linguagem artificial, e, portanto, não deve ser levada a sério como mitologia. Por exemplo, o famoso folclorista Alan Dundes argumentou que "qualquer romance não pode atender aos critérios culturais do mito. Uma obra de arte, ou artifício, não pode ser considerada a narrativa da tradição sagrada de uma cultura... [é,] no máximo, mito artificial."

## Na literatura

### Antecedentes

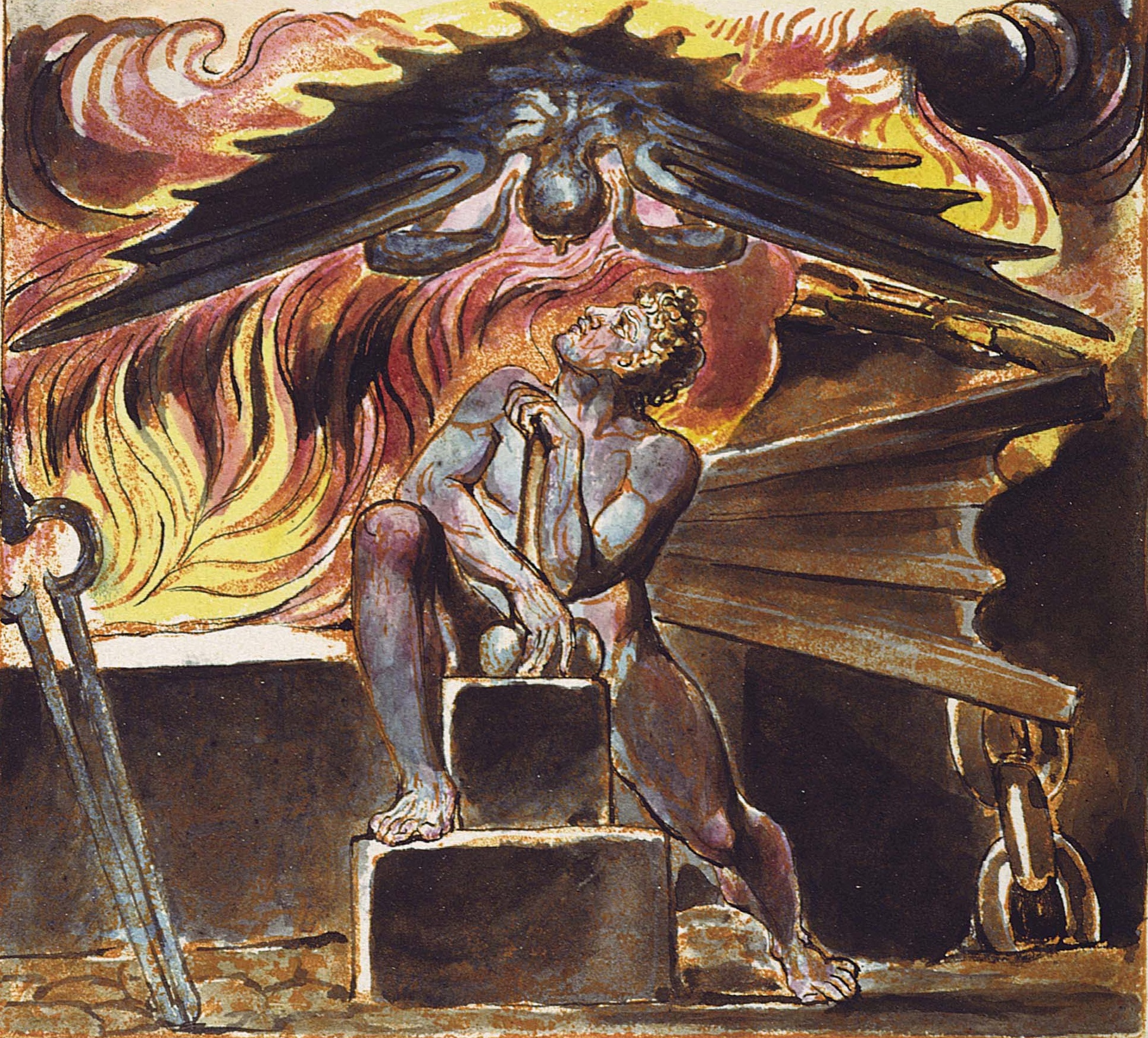
A mitologia de William Blake é escrita e ilustrada. Aqui, Los é atormentado em sua ferraria pelo Espectro em uma ilustração para Jerusalém

William Blake expôs sua mitologia em suas "obras proféticas", como Vala, ou Os Quatro Zoas. Estes nomeiam vários deuses originais, como Urizen, Orc, Los, Albion, Rintrah, Ahania e Enitharmon. Mais tarde, no século XIX, histórias de George MacDonald e H. Rider Haggard criaram mundos fictícios; C. S. Lewis elogiou ambos pelos seus dons mitopoéticos.
O livro de contos de Lord Dunsany de 1905, The Gods of Pegana, está ligado ao panteão inventado por Dunsany de divindades que habitam em Pegana. Foi seguido por Time and the Gods, por algumas histórias em The Sword of Welleran and Other Stories, e por Tales of Three Hemispheres. Em 1919, Dunsany disse a um entrevistador americano: "Em The Gods of Pegana tentei explicar o oceano e a lua. Não sei se alguém já tentou isso antes." O trabalho de Dunsany influenciou os escritos posteriores de J. R. R. Tolkien.
The Waste Land (1922), de T. S. Eliot, foi uma tentativa deliberada de modelar uma mitologia do século XX moldada a partir do tema nascimento-renascimento descrito pelo antropólogo e folclorista James George Frazer.

### J. R. R. Tolkien

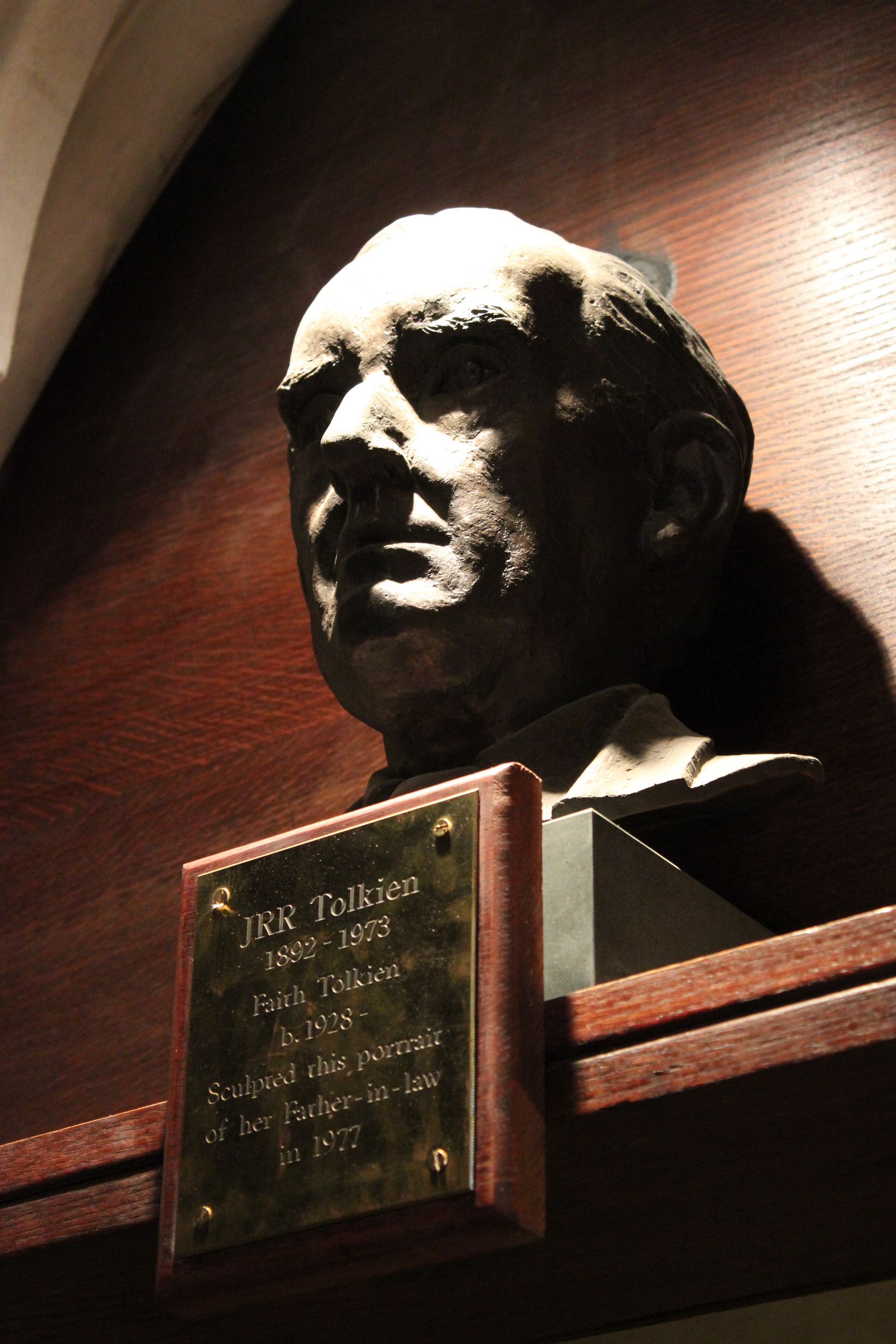
Busto de Tolkien por Faith Falcounbridge em Exeter College, Oxford

J. R. R. Tolkien escreveu um poema intitulado Mythopoeia após uma discussão na noite de 19 de setembro de 1931 no Magdalen College com C. S. Lewis e Hugo Dyson, no qual pretendia explicar e defender a produção criativa de mitos. O poema descreve o autor humano criativo como "o pequeno criador" empunhando seu "próprio pequeno cetro de ouro" e governando sua "subcriação" (entendida como uma criação do Homem dentro da criação primária de Deus).
O legendarium mais amplo de Tolkien inclui não apenas mitos fundadores, mitos de criação e um ciclo de poesia épica, mas também linguística, geologia e geografia fictícias. Ele explora de forma mais sucinta a função de tal criação de mitos, "subcriação" e "Faery" no conto Leaf by Niggle (1945), na novela Smith of Wootton Major (1967) e nos ensaios Beowulf: The Monsters and the Critics (1936) e On Fairy-Stories (1939). Escrito em 1939 para apresentação por Tolkien na palestra de Andrew Lang na Universidade de St. Andrews e publicado impresso em 1947, On Fairy-Stories explica "Faery" como um reino fictício e um plano arquetípico na psique ou alma de onde o Homem deriva sua capacidade "subcriativa". Tolkien enfatiza a importância da linguagem no ato de canalizar a "subcriação", falando da faculdade linguística humana em geral, bem como das especificidades da linguagem usada em uma determinada tradição, particularmente na forma de história e canção:
A mitologia não é uma doença, embora possa, como todas as coisas humanas, tornar-se doente. Você também pode dizer que pensar é uma doença da mente. Seria mais próximo da verdade dizer que as línguas, especialmente as línguas europeias modernas, são uma doença da mitologia. Mas a linguagem não pode, mesmo assim, ser descartada. A mente encarnada, a língua e o conto são contemporâneos em nosso mundo. A mente humana, dotada dos poderes de generalização e abstração, não vê apenas grama verde, discriminando-a de outras coisas (e achando-a justa de se olhar), mas vê que ela é verde e também é grama. Mas quão poderosa, quão estimulante para a própria faculdade que a produziu, foi a invenção do adjetivo: nenhum feitiço ou encantamento em Faerie é mais potente. E isso não é surpreendente: tais encantamentos podem de fato ser considerados apenas outra visão de adjetivos, uma parte do discurso em uma gramática mítica. A mente que pensou em leve, pesado, cinza, amarelo, imóvel, rápido, também concebeu magia que tornaria coisas pesadas leves e capazes de voar, transformaria chumbo cinza em ouro amarelo, e a rocha parada em água rápida. Se pudesse fazer uma coisa, poderia fazer a outra; inevitavelmente fez as duas coisas. Quando podemos tirar o verde da grama, o azul do céu e o vermelho do sangue, já temos o poder de um encantador — em um plano; e o desejo de exercer esse poder no mundo externo às nossas mentes desperta. Não se segue que usaremos bem esse poder em qualquer plano. Podemos colocar um verde mortal no rosto de um homem e produzir um horror; podemos fazer a rara e terrível lua azul brilhar; ou podemos fazer com que as florestas brotem com folhas prateadas e os carneiros usem lã de ouro, e colocar fogo quente na barriga do verme frio. Mas em tal "fantasia", como é chamada, uma nova forma é criada; a Faerie começa; o homem se torna um subcriador.— J. R. R. Tolkien 

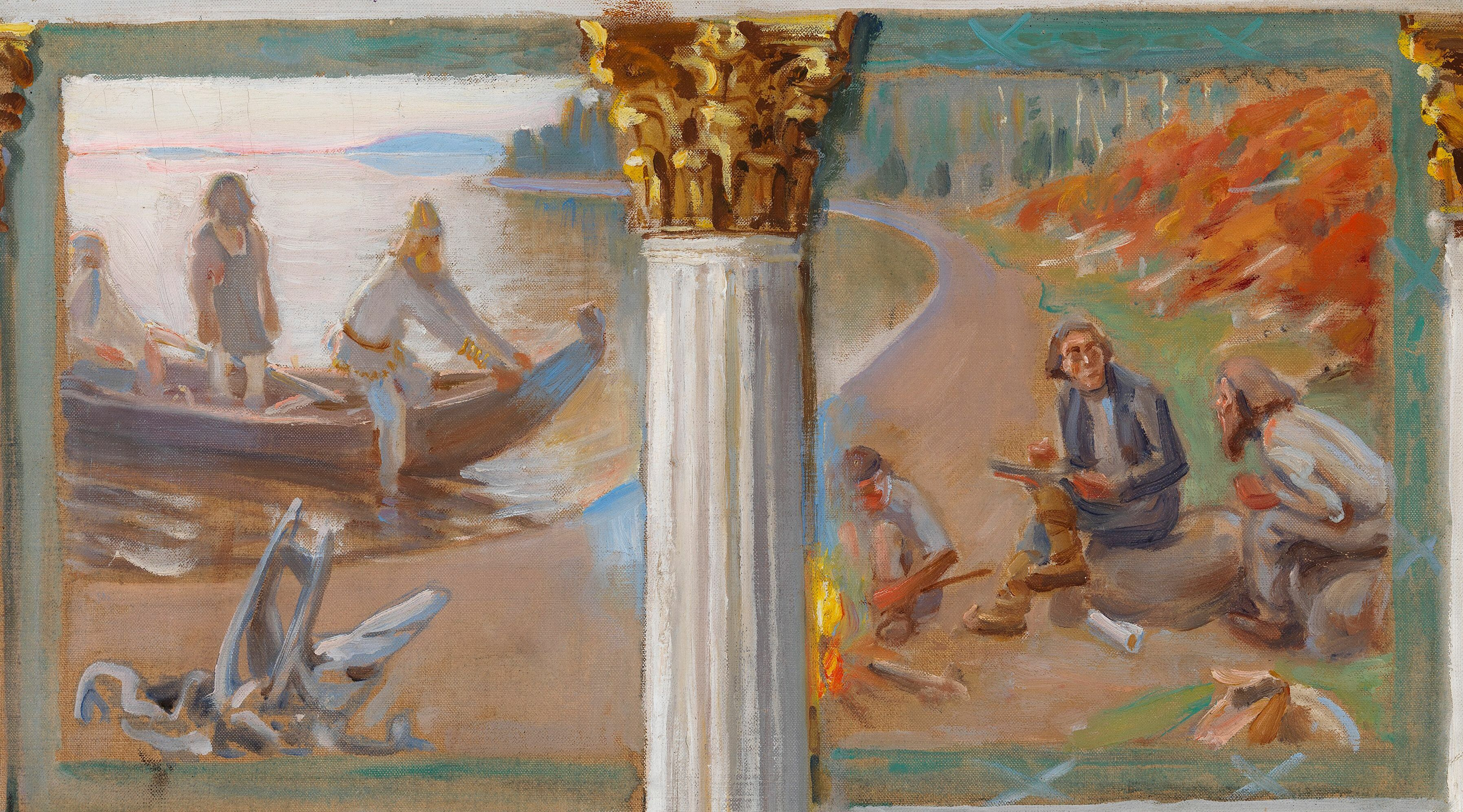
Tolkien foi incapaz de imitar Elias Lönnrot, que viajou pela Finlândia gravando folclore oral e depois reconstruiu a mitologia do país. Esboço de 1912 para um mural, Lönnrot and the Rune Singers, de Akseli Gallen-Kallela

Os estudiosos de Tolkien compararam seus pontos de vista sobre a criação do mito ao conceito cristão de Logos ou "Palavra", que atua tanto como "a [...] linguagem da natureza" expressada por Deus, quanto como "uma repetição na mente finita do eterno ato de criação no infinito EU SOU”.
Verlyn Flieger escreveu que Elias Lönnrot criou intencionalmente o Kalevala como uma mitologia para a Finlândia, dando-lhe "um mundo de magia e mistério, uma era heroica de história que pode nunca ter existido precisamente na forma que ele lhe deu, mas mesmo assim incendiou a Finlândia com um senso de seu próprio valor independente." Na opinião dela, Tolkien, que leu o Kalevala, "se imaginou" fazendo exatamente a mesma coisa, exceto que a mitologia seria inteiramente fictícia. Lönnrot viajou pelo interior da Finlândia durante 20 anos, coletando histórias e canções "de camponeses iletrados". Tolkien pretendia inventar tanto os colecionadores quanto os contadores de histórias, no seu caso os elfos: “ele seria ao mesmo tempo o cantor e o compilador, o intérprete e o público”.

### C. S. Lewis
Na época em que Tolkien debateu a utilidade do mito e da mitopoética com C. S. Lewis em 1931, Lewis era um teísta e gostava, mas era cético em relação à mitologia, assumindo a posição de que os mitos eram "mentiras e, portanto, inúteis, embora 'respirados através da prata'". No entanto, Lewis mais tarde começou a falar do Cristianismo como o único "mito verdadeiro". Lewis escreveu: "A história de Cristo é simplesmente um mito verdadeiro: um mito que funciona em nós da mesma maneira que os outros, mas com a tremenda diferença de que realmente aconteceu." Posteriormente, as suas Crônicas de Nárnia são consideradas uma mitopoese, com histórias que fazem referência a essa mitologia cristã, nomeadamente a narrativa de um grande rei que é sacrificado para salvar o seu povo e é ressuscitado. A intenção mitopoética de Lewis é frequentemente confundida com alegoria, onde os personagens e o mundo de Nárnia estariam em equivalência direta com conceitos e eventos da teologia e história cristã, mas Lewis enfatizou repetidamente que uma leitura alegórica perde o objetivo (a mitopoética) das histórias de Nárnia. Ele compartilha esse ceticismo em relação à alegoria com Tolkien, que não gostava da alegoria "consciente e intencional", pois se opunha à alegoria ampla e "inevitável" de temas como "Queda" e "Mortalidade".

### Super-heróis de quadrinhos
Em The Mythos of the Superheroes and the Mythos of the Saints, Thomas Roberts observa que:
Para o estudante de mitos, o mito dos super-heróis de quadrinhos é de interesse único."
"Por que os seres humanos querem mitos e como eles os criam? Algumas das respostas para essas perguntas podem ser encontradas apenas sessenta anos atrás. De onde o Superman e os outros super-heróis vieram? Em sua Encyclopedia of the Superheroes, Jeff Rovin observa corretamente: "nos primeiros dias, nós os chamávamos de 'deuses'.
O Superman, estreante em 1938, por exemplo, enviado dos "céus" por seu pai para salvar a humanidade, é um personagem do tipo messias na tradição bíblica. Além disso, junto com o resto da Liga da Justiça da DC Comics, Superman zela pela humanidade da Torre de Vigia nos céus; assim como fazem os deuses gregos do Monte Olimpo.

## No cinema
Frank McConnell, autor de Storytelling and Mythmaking e professor de inglês na Universidade da Califórnia, chamou o cinema de outra arte de "criação de mitos", afirmando: "O cinema e a literatura são tão importantes porque são versões da criação de mitos." Em sua opinião, o filme é um veículo perfeito para a criação de mitos: "O FILME... se esforça para a realização de sua própria realidade projetada em um mundo pessoal idealmente associativo." Em uma análise ampla, McConnell associa os filmes de faroeste e filmes de romance americanos à mitologia arturiana, os filmes de aventura e ação às mitologias do "mundo épico" das sociedades fundadoras, e muitos filmes de romance onde o herói está alegoricamente desempenhando o papel de um cavaleiro, com mitologias de "busca" como Sir Gawain e a Busca pelo Santo Graal.

### Guerra das Estrelas

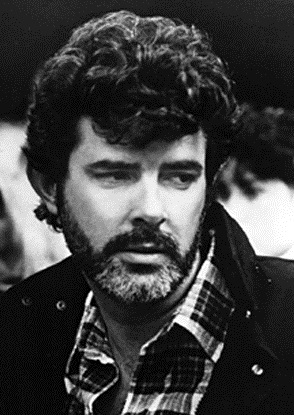
George Lucas

O cineasta George Lucas fala do enredo cinematográfico de Guerra nas Estrelas como um exemplo de criação de mitos modernos. Em 1999, ele disse a Bill Moyers: "Com Guerra nas Estrelas, comecei conscientemente a recriar os mitos e os motivos mitológicos clássicos." McConnell escreve que "passou, mais rápido do que qualquer um poderia ter imaginado, do status de filme para o de mitologia popular legítima e profundamente enraizada". John Lyden, professor e presidente do Departamento de Religião do Dana College, argumenta que Guerra nas Estrelas de fato reproduz temas religiosos e míticos; especificamente, ele argumenta que a obra é apocalíptica em conceito e escopo.  Steven D. Greydanus, do The Decent Film Guide, concorda, chamando Star Wars de uma "obra de mitopoese épica". Na verdade, Greydanus argumenta que Star Wars é o principal exemplo da mitopoética americana:

"A Força, os cavaleiros Jedi, Darth Vader, Obi-Wan, Princesa Leia, Yoda, sabres de luz e a Estrela da Morte ocupam um lugar no imaginário coletivo de inúmeros americanos que só pode ser descrito como mítico. Na minha análise de Uma Nova Esperança, chamei Star Wars de 'a mitologia americana por excelência', uma abordagem americana do Rei Arthur, Tolkien e os épicos samurais/wuxia do Oriente..."— Steven D. Greydanus
Roger Ebert observou sobre Guerra nas Estrelas que "Não é por acaso que George Lucas trabalhou com Joseph Campbell, um especialista nos mitos básicos do mundo, na elaboração de um roteiro que deve muito às histórias mais antigas do homem."  Os aspectos "míticos" da franquia Star Wars foram desafiados por outros críticos de cinema. Com relação às afirmações do próprio Lucas, Steven Hart observa que Lucas não mencionou Joseph Campbell na época do Guerra nas Estrelas original; evidentemente eles se conheceram apenas na década de 1980. A admiração mútua deles "fez maravilhas pela visibilidade [de Campbell]" e obscureceu os rastros de Lucas no "gênero desprezado" da ficção científica; "os épicos criam um conjunto de influências infinitamente mais sofisticado."

## Na música
Na música clássica, as óperas de Richard Wagner foram uma tentativa deliberada de criar um novo tipo de Gesamtkunstwerk (“obra de arte total”), transformando as lendas do passado teutônico quase irreconhecíveis num novo monumento ao projeto romântico.
Embora aparentemente conhecido por improvisações, o grupo de rock Phish se consolidou pela primeira vez como grupo enquanto produzia o projeto sênior do membro líder Trey Anastasio na faculdade, chamado The Man Who Stepped into Yesterday. O ciclo de canções apresenta narração de eventos importantes em uma terra mítica chamada Gamehendge, contendo tipos de criaturas imaginárias e povoada principalmente por uma raça chamada "Lagartos". É essencialmente um pastiche pós-moderno, inspirado tanto no interesse de Anastasio por musicais ou óperas rock quanto pela leitura de filosofia e ficção. A criação do mito é considerada por muitos fãs a tese do grupo, musical e filosoficamente, já que o livro de segredos perdidos de Gamehendge (chamado de "Livro Ajudante Amigável") é resumido como um incentivo à improvisação em qualquer parte da vida: "o truque era render-se ao fluxo."
O letrista da banda de black metal Immortal, Harald Nævdal, criou um reino mitológico chamado Blashyrkh cheio de demônios, batalhas, paisagens de inverno, florestas e escuridão, descrito pela banda como um reino "Frostdemon" do norte.

## Organizações
A Sociedade Mitopoética existe para promover a literatura mitopoética, com conferências, livros, periódicos e os Prêmios Mitopoéticos.